# هانباخ
هانباخ (به آلمانی: Hahnbach) یک شهر در آلمان است که در امبرگ-سولزباخ واقع شده‌است. هانباخ ۵٬۰۹۱ نفر جمعیت دارد.